# ハワイに恋して2
『ハワイに恋して2』（ハワイにこいしてツー）は、BS12 トゥエルビで2017年7月9日から2018年3月26日まで放送されていた番組。

## 概要
以前CSチャンネルの「EXエンタテイメント」およびBS12 トゥエルビで放送されていた『ハワイに恋して』のリニューアル版。
ハワイの初心者向け情報から上級者向けの最新情報までを紹介する番組。

## 出演者
- 秋元才加
- デビット・スミス